# Коалови
Коаловите (Phascolarctidae) са семейство торбести бозайници от разред Двурезцови торбести. Днес е представено само от един съвременен вид – коалата и дузина изкопаеми фосили от видове класифицирани към други родове от семейството. Еволюционно най-близко до семейство Вомбати, с което са класифицирани в общ подразред Вомбатоподобни.
Фосилните находки от представители датират от среден  или късен олигоцен.

## Класификация
Семейство Коалови
- Род †Nimiokoala
  - †Nimiokoala greystanesi
- Род †Invictokoala[3]
  - †Invictokoala monticola
- Род †Madakoala
  - †Madakoala robustus
  - †Madakoala wellsi
  - †Madakoala devisi
- Род †Litokoala
  - †Litokoala garyjohnstoni
  - †Litokoala kutjamarpensis
  - †Litokoala kanunkaensis
- Род †Koobor
  - †Koobor jimbarrati
  - †Koobor notabilis
- Род †Perikoala
  - †Perikoala palankarinnica
  - †Perikoala robustus
- Род Коали (Phascolarctos)
  - †Phascolarctos maris
  - Коала – Phascolarctos cinereus
  - †Phascolarctos stirtoni
  - †Phascolarctos yorkensis (преди това наричана Cundokoala yorkensis)[4]
- Род †Priscakoala
  - †Priscakoala lucyturnbullae[2]